# サーターアンダギー修史
サーターアンダギー修史（サーターアンダギーしゅうじ）は、プロレスのリングアナウンサー。宮崎県宮崎市出身。

## 概要
沖縄尚学高等学校を卒業。父親の仕事の関係で高校は沖縄県である。
幼少期からプロレスが好きなこともあり2008年7月、沖縄プロレスの旗揚げに参加。その際にシーサー王が面接の手配をしていた。
初タイトルマッチのコールは10月3日、第7代MWF世界ジュニアヘビー級王座決定ロイヤルランブル戦。
12月、沖縄プロレスを退団。